# آریا جعفری

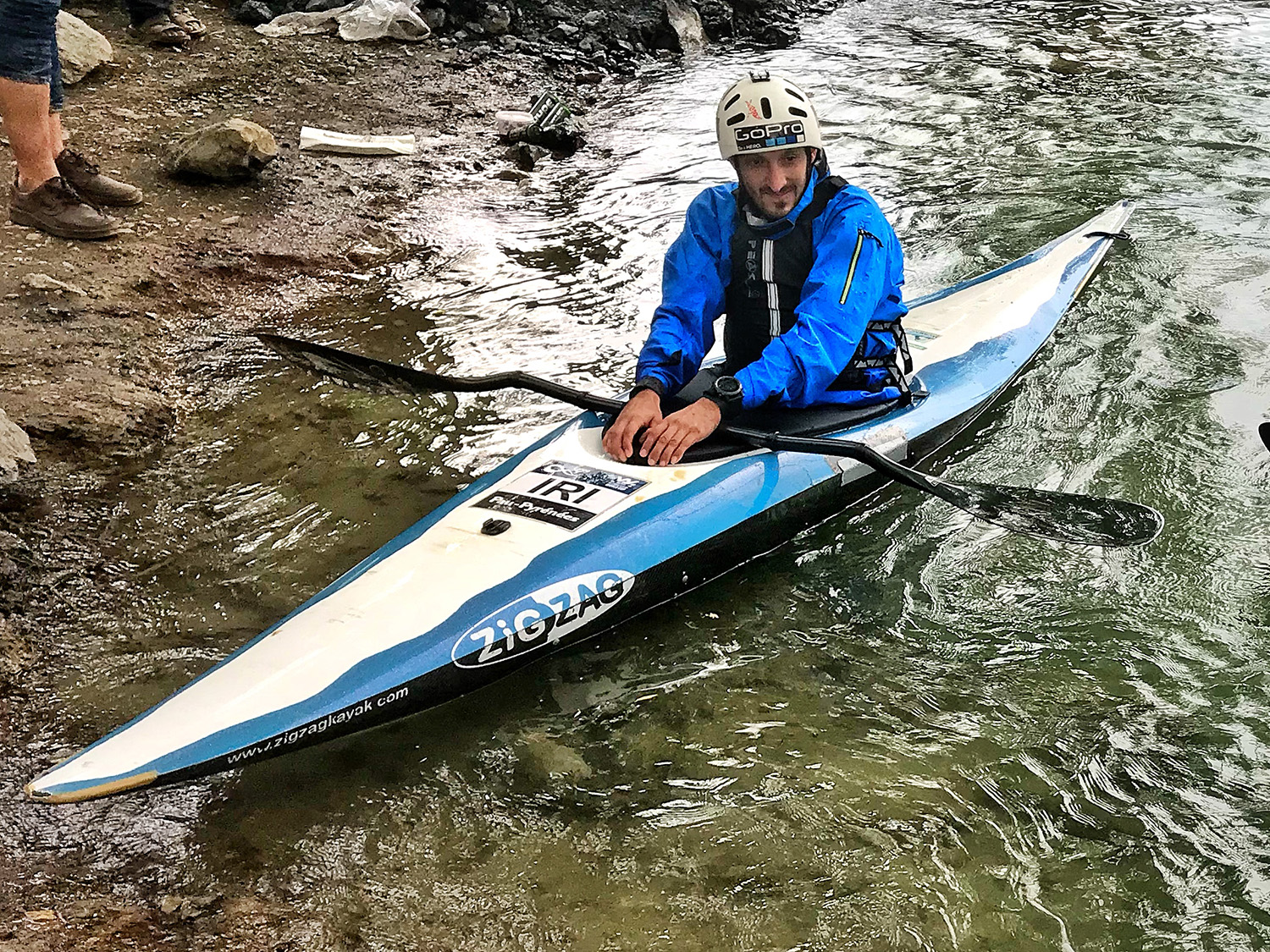
آریا جعفری در مسابقات قایقرانی قایقرانی اسلالوم قهرمانی کشور در استان چهارمحال و بختیاری

آریا جعفری (زاده ۱۱ مرداد ۱۳۶۷) قایقران کایاک آبهای خروشان و عکاس مطبوعاتی ایرانی است.

## سوابق ورزشی
او در پنجمین دوره رقابت‌های قهرمانی رفتینگ آبهای خروشان آسیا و اقیانوسیه موافق به کسب یک نشان نقره و یک برنز شد.

### سوابق فعالیت در حوزه امداد و نجات
حضور به عنوان امدادگر و مسئول فنی تیم امداد و نجات و سیلاب رودخانه‌های ایران در سیل گلستان، خوزستان و لرستان، فروردین ماه سال ۱۳۹۸ 
حضور به عنوان سرپرست و امدادگر تیم امداد و نجات و سیلاب رودخانه فدراسیون قایقرانی ایران 

### دیگر فعالیتها
آریا جعفری به همراه دانیال توحیدی در سال ۱۳۹۳ در یک برنامه ماجراجویانه و در حمایت از محیط زیست، رودخانه سپیدرود را به طول ۷۶۵ کیلومتر پارو زدند. در مراسم بدرقه آنهامعصومه ابتکار معاون رئیس‌جمهور و رئیس سازمان حفاظت محیط زیست، پروین فرشچی معاون محیط زیست دریایی سازمان حفاظت محیط زیست، در مقابل ساختمان سازمان حفاظت محیط زیست حاضر شدند. قایقرانان مذکور مسیر ۷۶۵ کیلومتری را برای رسیدن به دریای خزر را در مدت ۲۴ روز پارو زدند و در این مدت از محیط‌بانان و پاسگاه‌های محیط زیست کمک گرفتند.
آریا جعفری درپنجمین دوره رقابت‌های آسیایی رفتینگ آب‌های خروشان با حضور ورزشکارانی دوازده کشور آسیایی در بخش مردان و هشت کشور در بخش بانوان از سوم تا پنجم اردیبهشت ماه ۱۳۸۹در بانجارنگارا اندونزی برگزار شد. جعفری در این مسابقات در ماده پرش از روی سکو نشان برنز  آریا جعفری در این رقابت‌ها و در رشته رفتینگ تیم مردان ایران عنوان چهارمی را کسب کرد
آریا جعفری در سال ۱۳۹۶ در برگزیده نشان عکس سال مطبوعاتی ایران در بخش ورزشی در زمینه مجموعه عکس شد.
،

## بازداشت‌ها

### اسیدپاشی‌های زنجیره‌ای در اصفهان
آریا جعفری به دلیل عکاسی از حادثه اسیدپاشی‌های زنجیره‌ای در اصفهان برای ایسنا آبان ۱۳۹۳ بازداشت و به مکان نامعلومی منتقل شد. عکس‌های او از تجمع اعتراضی علیه اسیدپاشی‌های اصفهان بخشی از پوشش خبری این خبرگزاری در این زمینه بود. مأموران امنیتی پیش از دستگیری برخی از وسایل شخصی او را توقیف کردند.
او پس از ۹ روز بازداشت توسط نیروهای سپاه پاسداران به قید وثیقه آزاد شد.

### اعتراضات ۱۴۰۱
جعفری در پی خیزش ۱۴۰۱ ایران پس از کشته‌شدن مهسا امینی در ۳ مهرماه توسط نیروهای امنیتی در منزل شخصی‌اش بازداشت شد. از دلیل بازداشت و مکان نگهداری وی اطلاع دقیقی در دسترس نبود.
فدراسیون بین‌المللی روزنامه‌نگاران، ۲۶ آذرماه اعلام کرد که آریا جعفری از سوی دادگاه انقلاب تهران بابت به تحمل ۷ سال حبس محکوم شده‌است. او همچنین بابت پروندهٔ قضایی دیگر خود از سوی شعبهٔ دادگاه کیفری استان تهران به تحمل ۷۴ ضربه شلاق و دو سال ممنوعیت خروج از کشور محکوم شد.